# Pont d'Overtoun
 (mai 2025).
Si vous disposez d'ouvrages ou d'articles de référence ou si vous connaissez des sites web de qualité traitant du thème abordé ici, merci de compléter l'article en donnant les références utiles à sa vérifiabilité et en les liant à la section « Notes et références ».
Le pont d'Overtoun (Overtoun Bridge) est un pont en arc situé à Milton dans le burgh de Dumbarton en Écosse. 
Cet ouvrage est lié à un mystère inexpliqué qui concerne les animaux, et plus particulièrement les chiens.

## Situation

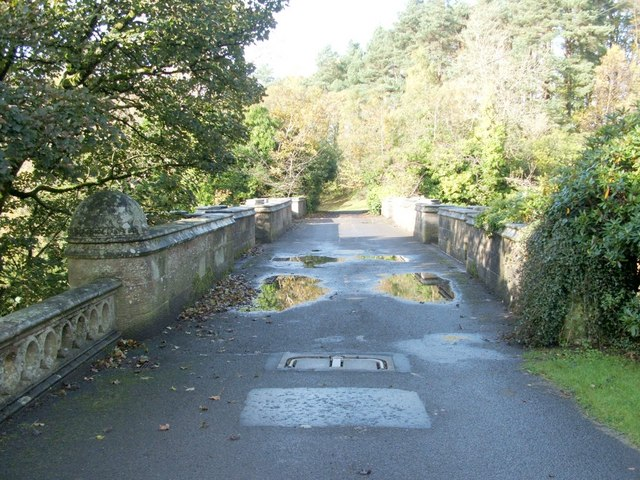
Approche du pont d'Overtoun.

Le pont permet de franchir la petite rivière Overtoun Burn qui se jette dans la Clyde près de Dumbarton et donne accès au manoir d'Overtoun House situé à une trentaine de mètres à l'est de l'ouvrage.

## Le mystère du pont d'Overtoun

### Historique
Depuis les années 1950, la presse a rapporté une cinquantaine de cas de chiens ayant sauté sans raison apparente par-dessus le parapet, le plus souvent du même côté et au même niveau du pont. Ce saut entraînait le plus souvent la mort de l’animal ou, si ce n’était pas le cas, l'animal tentait un nouveau saut au même endroit. Ces faits ont donné naissance à des rumeurs de « suicides de chiens » ou de « pont maléfique ». La tradition celtique locale faisant d’Overtoun un lieu proche de « l'autre monde » a aussi été évoquée. La SPA écossaise s’est émue de l’affaire et des experts se sont penchés sur la question. Les accidents ont en général lieu par beau temps et la plupart des victimes appartiennent à une race à l’odorat fin, colleys ou labradors.

### Hypothèses

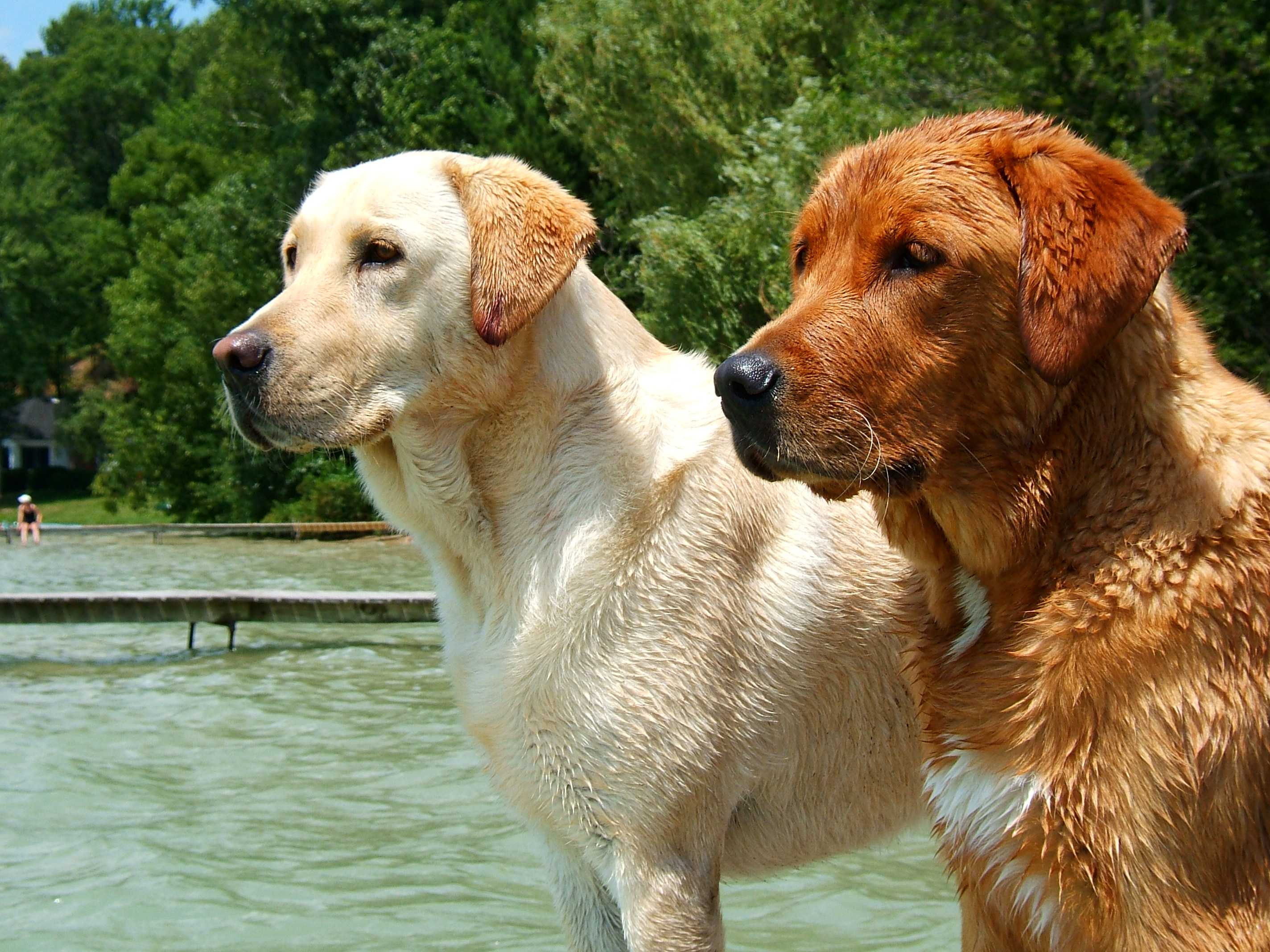
Les chiens ayant le museau allongé (et donc un bon odorat) sont les principales victimes de ce pont.

Si l'on écarte les hypothèses paranormales, on peut envisager que les chiens soient attirés par un son ou une odeur. Des tests acoustiques des sons naturels ont éliminé la première possibilité (à moins qu'un émetteur d'onde sonique n’ait été utilisé) ; en revanche, David Sexton, expert en comportement animal, a mis en évidence le fort pouvoir attractif sur les chiens de l’odeur des visons présents près du pont. Ces animaux, introduits en Écosse dans les années 1920, seraient devenus nombreux au bout de trente ans, ce qui coïncide avec le début du phénomène. Par ailleurs, leur odeur est moins diluée par temps sec. Cette étude n'explique pas cependant pourquoi les chiens survivant à la chute, au lieu de se diriger vers l'odeur, remontent sur le pont et sautent à nouveau.

### Évaluation
Depuis les années 1950, environ une cinquantaine de chiens auraient trouvé la mort en ce lieu et selon différents rapports, 300 à 600 (selon les sources) auraient survécu à leur saut. Tous les chiens concernés sont de races à museau long, ce qui correspond à des canidés ayant un odorat développé.